# Nepenthes veitchii
Nepenthes veitchii is een vleesetende bekerplant uit de familie Nepenthaceae. De soort is endemisch op Borneo. De naam is een eerbetoon aan de Britse kwekerij Veitch and Sons.

## Beschrijving

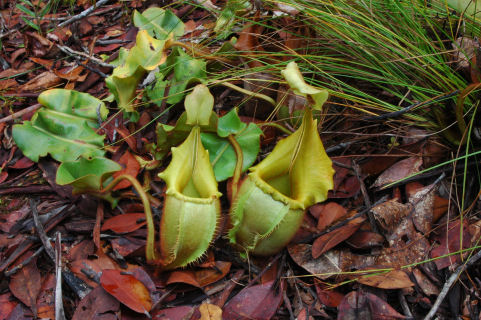
Nepenthes veitchii in Bario

Nepenthes veitchii is wijdverspreid op het noordwesten van Borneo. Ook is de plant aangetroffen in delen van Kalimantan. Hij groeit gewoonlijk als een epifyt, met uitzondering van de exemplaren in Bario te Sarawak. Hier groeit N. veitchii voor zover bekend alleen op de grond en is het geen klimplant.
Mogelijk is Nepenthes veitchii nauw verwant aan de Filipijnse soorten N. robcantleyi en N. truncata.

## Natuurlijke hybriden
De volgende natuurlijke hybriden van Nepenthes veitchii zijn beschreven:
- N. albomarginata × N. veitchii
- N. chaniana × N. veitchii
- ? N. faizaliana × N. veitchii
- N. fusca × N. veitchii [=?N. hurrelliana]
- N. hurrelliana × N. veitchii [=?(N. fusca × N. veitchii) × N. veitchii]
- N. lowii × N. veitchii
- N. stenophylla × N. veitchii

... · 
N. alata · 
N. albomarginata · 
N. ampullaria · 
N. argentii · 
N. aristolochioides · 
N. attenboroughii · 
N. bicalcarata · 
N. bokorensis · 
N. bongso · 
N. boschiana · 
N. burkei · 
N. campanulata · 
N. chaniana · 
N. danseri · 
N. deaniana · 
N. densiflora · 
N. diatas · 
N. distillatoria · 
N. edwardsiana · 
N. ephippiata · 
N. gracilis · 
N. gymnamphora · 
N. hirsuta · 
N. inermis · 
N. insignis · 
N. jamban · 
N. khasiana · 
N. lamii · 
N. leyte · 
N. lingulata · 
N. lowii · 
N. macfarlanei · 
N. macrophylla · 
N. madagascariensis · 
N. masoalensis · 
N. maxima · 
N. mirabilis · 
N. monticola · 
N. northiana · 
N. ovata · 
N. peltata · 
N. pervillei · 
N. pitopangii · 
N. rafflesiana · 
N. rajah ·
N. rhombicaulis · 
N. rosea ·
N. sanguinea · 
N. sibuyanensis · 
N. spathulata · 
N. tenax · 
N. tenuis · 
N. veitchii ·
N. ventricosa ·
N. vieillardii ·
N. villosa · 
...